# 莫里斯鎮區 (伊利諾伊州格蘭迪縣)
莫里斯鎮區（英語：Morris Township）是位於美國伊利諾伊州格蘭迪縣的一個行政鎮區。

## 地方資料
根據2010年美國人口普查的數據，莫里斯鎮區的面積為10.10平方千米，當中陸地面積為9.10平方千米，而水域面積為1.00平方千米。當地共有人口7422人，而人口密度為每平方千米734.85人。